# Pojazd wojskowy

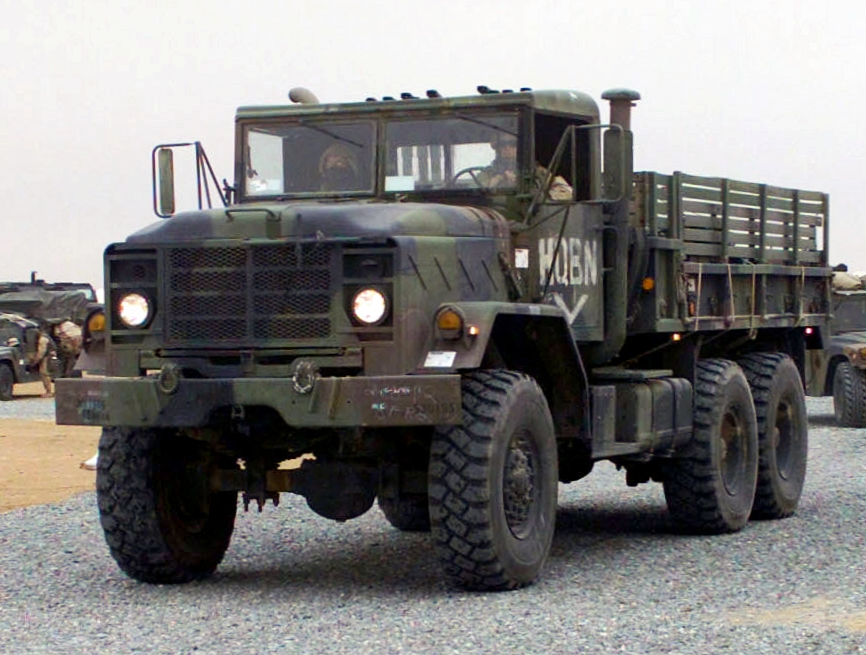
Wojskowy ciężarowy samochód terenowy M939

Pojazd wojskowy – pojazd mechaniczny przeznaczony do działań militarnych lub każdy inny środek transportu należący do sił zbrojnych. Rodzajem pojazdów wojskowych przeznaczonych do walki są wozy bojowe.

Pojazdy wojskowe poruszające się w strefie konfliktu zbrojnego powinny spełniać odpowiednie wymagania co do ochrony balistycznej, być wyposażone w systemy łączności i transmisji danych oraz inne urządzenia niezbędne do wykonywania zadań. 

## Poruszanie się po drogach publicznych
Pojazdy wojskowe poruszające się po drogach publicznych podlegają rejestracji. W Polsce pojazdy te posiadają tablice rejestracyjne rozpoczynające się literą „U” (pojazdy gąsienicowe posiadają dodatkowo literę „T” na końcu), a np. w Niemczech numery rejestracyjne rozpoczynają się literą „Y”.
Na drogach o znaczeniu obronnym stosuje się odpowiednio większe parametry dostosowane do większych rozmiarów pojazdów wojskowych oraz dodatkowe znaki pionowe.